# Prosper Grech
Prosper Grech, O.S.A. (nacido como Stanley Grech, Vittoriosa, Malta, 24 de diciembre de 1925-Roma, 30 de diciembre de 2019) fue un cardenal y fraile agustino, cofundador del Institutum patristicum Augustinianum en Roma. Fue nombrado cardenal diácono de la Iglesia católica el 18 de febrero de 2012, con el titulus de la iglesia de Santa María Goretti.
Falleció por causas naturales en su residencia romana a los 94 años.

## Formación y estudios
Estudió en el Liceo y se desempeñó como artillero de la Guardia Nacional de la Universidad durante la Segunda Guerra Mundial.
Se unió a la Orden de los Agustinos en 1943, fue ordenado al sacerdocio en la archibasílica de San Juan de Letrán en Roma el 25 de marzo de 1950. Antes de ser ordenado sacerdote, mientras que Malta fue sitiada durante la Segunda Guerra Mundial, Grech sirvió como artillero en la artillería real de Malta. Estudió filosofía en el Priorato de San Marcos, en Rabat (Malta) y teología en el Colegio de Santa Mónica, de Roma. Se graduó como doctor en teología por la Pontificia Universidad Gregoriana en Roma, en 1953, obtuvo una licenciatura en Sagrada Escritura en el Pontificio Instituto Bíblico de Roma, en 1954, y una diplomatura en psicología de la Universidad de Educación de Friburgo en Suiza (1951). Llevó a cabo una investigación en lenguas semíticas en las universidades de Oxford (1957-1958) y Cambridge (1958-1959).

## Enseñanza
En 1959 fue nombrado profesor en el Colegio Teológico de Agustinos, de Rabat, y en Colegio Mater admirabilis. También se desempeñó como secretario del Vicariato de la Ciudad del Vaticano y profesor en el Instituto San Agustín, en Roma. Durante su estancia en Roma uno de sus deberes incluían vestir a los papas Juan XXIII y Pablo VI para las celebraciones  litúrgicas. En 1970, junto con el padre agustino Trapé, Grech fundó el Institutum patristicum Augustinianum adjunto a la Pontificia Universidad Lateranense en Roma y fue su presidente entre 1971 y 1979. Fue miembro de la Societas Studiorum Novi Testamenti (SNTS) y de la Comisión Pontificia Bíblica.
Dictó conferencias durante más de treinta años en el Pontificio Instituto Bíblico en Roma sobre hermenéutica. Fue profesor de teología bíblica en la Universidad Lateranense, en Roma, consejero de la Congregación para la Doctrina de la Fe y secretario de la Provincia Agustiniana de Malta. También fue nombrado visitador apostólico para los seminarios en la India.
Fue autor de diversos artículos y publicaciones, presentó conferencias sobre la Biblia, la hermenéutica y la patrística. Organizó o participó en diversas reuniones tanto a nivel local e internacional sobre los mismos temas. Fue profesor en la Accademia dei Lincei en Roma y en el Consiglio Nazionale delle Ricerche y colaboró con la Enciclopedia Italiana Treccani. El 13 de diciembre de 2011 fue nombrado compañero de la Orden Nacional del Mérito de la República de Malta.

## Cardenalato
El papa Benedicto XVI anunció el 6 de enero de 2012 que nombraría cardenal al padre Grech, junto con otras veintiuna personas, el 18 de febrero de 2012. Recibió la ordenación episcopal el 8 de febrero de 2012 por el arzobispo Paul Cremona, arzobispo de Malta, y fue asistido por el arzobispo Giuseppe Versaldi, presidente de la Prefectura de los Asuntos Económicos de la Santa Sede, y el obispo Mario Grech, obispo de Gozo. En la ceremonia estaban el presidente de Malta George Abela, el primer ministro, Lawrence Gonzi, el líder de la oposición, Joseph Muscat, y una gran congregación que incluía sacerdotes agustinos encabezados por su superior general, el padre Robert F. Prevost (hoy Papa León XIV). Tomó posesión de su diaconía titular el 21 de abril de 2012.
Fue el primer cardenal maltés desde hace 168 años. El lema episcopal de monseñor Grech fue In te Domine speravi.
Dirigió la meditación en el cónclave de 2013 que eligió al papa Francisco.

## Obras y bibliografía
- Rafael Lazcano, Episcopologio agustiniano. Agustiniana, Guadarrama (Madrid), 2014, vol. I, p. 364-386.